# Fritz Stehle
Fritz Stehle est un aviateur allemand qui a servi dans la Luftwaffe pendant la Seconde Guerre mondiale.

## Biographie

### Service dans la Luftwaffe
Fritz Stehle est un as pilote dans la Luftwaffe pendant la Seconde Guerre mondiale et en sort vivant avec le grade d'Oberleutnant. Pendant le conflit il abat 26 appareils. Selon ses dires, il aurait abattu un Yak-9 (mais plus probablement un Bell P-39 Airacobra) soviétique le 8 mai à bord d'un Messerschmitt Me 262 ce qui est possiblement la dernière victoire aérienne du Troisième Reich. Mais cela n'est pas sûr car les aviateurs allemands Gerhad Thyben et Erich Hartmann auraient également abattu des avions soviétiques ce jour-là.

### Après la guerre
Une fois la guerre finie, il participe à la formation de l'armée de l'air syrienne avant de rejoindre la compagnie allemande Lufthansa. Il meurt en octobre 2008.